# Aliance liberálů a demokratů pro Evropu
Aliance liberálů a demokratů pro Evropu (francouzsky: Alliance des Démocrates et des Libéraux pour l'Europe) byla politická skupina Evropského parlamentu složená ze dvou evropských politických stran: Aliance liberálů a demokratů pro Evropu (ALDE Party) a Evropské demokratické strany (PDE). K roku 2010 představovala třetí největší politickou skupinu, která v europarlamentu čítala 101 členů z 22 států EU. Skupina ALDE je rovněž zastoupena ve Výboru regionů, Parlamentním shromáždění Rady Evropy a v Parlamentním shromáždění NATO.
Ve volbách do Evropského parlamentu 2014 skupina získala 70 poslanců, stala se tak čtvrtou nejsilnější politickou frakcí v Evropském parlamentu. Po dalších volbách si v červnu roku 2019 si politická skupina změnila název na Obnovme Evropu.

## Členové frakce ALDE
| Stát               | Národní strana                                  | Počet europoslanců |
| ------------------ | ----------------------------------------------- | ------------------ |
| Rakousko           | NEOS – Nové Rakousko                            | 1                  |
| Belgie             | Otevření vlámští liberálové a demokraté         | 3                  |
| Belgie             | Mouvement réformateur                           | 3                  |
| Bulharsko          | Hnutí za práva a svobody                        | 4                  |
| Chorvatsko         | Chorvatská národní strana – liberální demokraté | 1                  |
| Dánsko             | Levice                                          | 2                  |
| Dánsko             | Det Radikale Venstre                            | 1                  |
| Estonsko           | Estonská strana středu                          | 1                  |
| Estonsko           | Estonská reformní strana                        | 2                  |
| Finsko             | Finský střed                                    | 3                  |
| Finsko             | Švédská lidová strana Finska                    | 1                  |
| Francie            | Mouvement démocrate                             | 4                  |
| Francie            | Union des démocrates et indépendants            | 3                  |
| Německo            | Svobodná demokratická strana                    | 3                  |
| Německo            | Svobodní voliči                                 | 1                  |
| Irsko              | Marian Harkin (nezávislý kandidát)              | 1                  |
| Litva              | Strana práce                                    | 2                  |
| Litva              | Liberální hnutí Republiky Litva                 | 2                  |
| Lotyšsko           | Lotyšská unie rolníků                           | 1                  |
| Lucembursko        | Demokratická strana                             | 1                  |
| Nizozemsko         | Lidová strana pro svobodu a demokracii          | 3                  |
| Nizozemsko         | Demokraté 66                                    | 4                  |
| Portugalsko        | Strana Země                                     | 2                  |
| Rumunsko           | Národní liberální strana                        | 2                  |
| Slovinsko          | Demokratična stranka upokojencev Slovenije      | 1                  |
| Španělsko          | Demokratická konvergence Katalánska             | 1                  |
| Španělsko          | Baskická národní strana                         | 1                  |
| Španělsko          | Unie, Pokrok a Demokracie                       | 4                  |
| Španělsko          | Občané                                          | 2                  |
| Švédsko            | Liberálové                                      | 2                  |
| Švédsko            | Strana středu                                   | 1                  |
| Spojené království | Liberální demokraté                             | 1                  |
|                    | Celkem                                          | 70                 |

## ALDE v Evropském parlamentu

### Založení
Liberálně demokratická parlamentní skupina ELDR schválila na své schůzi, která se konala v Bruselu dne 13. července 2004, doporučení, aby byla vytvořena nová skupina sloučením s poslanci Evropské demokratické strany (PDE), jejíž zakládající subjekty tvoří UDF Françoise Bayroua, litevská Strana práce a italská Margherita. Tyto dvě evropské politické strany vystupují mimo Evropský parlament i nadále samostatně. V době svého vzniku sestávala skupina z 88 členů.
Na zakládající schůzi skupiny ALDE/ADLE, která se uskutečnila bezprostředně po schůzi ELDR, byl předsedou skupiny zvolen poslanec Graham Watson z britské strany Liberálních demokratů. Rovněž byl přijat desetibodový „Program pro Evropu“.

### Program
ALDE zastává nepředpojatý a progresivní přístup k politice Evropské unie, který spojuje svobodu jednotlivce, svobodnou a dynamickou kulturu podnikání, hospodářskou a sociální solidaritu, zájem o budoucnost našeho životního prostředí a respekt a toleranci vůči kulturní, náboženské a jazykové rozmanitosti.
Její vize EU je Evropa, která zahrnuje všechny evropské státy respektující principy demokracie a právního státu, lidská práva a tržní hospodářství.
ALDE zaměřuje své úsilí na podporu udržitelného hospodářského růstu, který by vedl k většímu počtu pracovních příležitostí a jejich lepší kvalitě, bohatšímu výběru pro spotřebitele a větším možnostem obchodu a soukromého podnikání.
Skupina usiluje o svobodu, bezpečnost a spravedlnost pro všechny evropské občany, hájí lidská práva a bojuje proti diskriminaci ve všech podobách; s cílem posílit mír, spravedlnost a stabilitu ve světě, a tím zmírnit chudobu, a podpořit spolupráci mezinárodních institucí. Podporuje reformu orgánů a institucí EU, která by Evropu učinila srozumitelnější, transparentnější, vstřícnější a odpovědnější vůči jejím občanům.
Jedenáct bodů „Programu pro Evropu"
1. Podporovat mír v Unii podle federální tradice
2. Vytvořit z EU „hráče celosvětového významu“, který by přemostil propast mezi hospodářským a politickým rozměrem Unie
3. Otevřít a demokratizovat Evropskou unii
4. Zaručit základní práva všem evropským občanům
5. Podporovat vzdělávání na všech úrovních
6. Posílit hospodářskou správu po zavedení eura
7. Vymýtit podvody a zbytečnou byrokracii
8. Vytvořit z Evropy světovou jedničku v oblasti ochrany životního prostředí
9. Dosáhnout toho, aby se globalizace stala záležitostí všech
10. Zajistit plné uznání a posílení role evropských regionů
11. Integrovat uprchlíky do běžného života v Evropě